# Підкоришник вохристий
Підкоришник вохристий (Certhia discolor) — вид горобцеподібних птахів родини підкоришникових (Certhidae).

## Поширення
Вид поширений в Гімалаях (Непал, Бутан, Північна Індія). Мешкає у помірних хвойних лісах, тропічних та субтропічних гірських вологих лісах. Трапляється у горах в межах 1600—2750 метрів над рівнем моря.

## Опис
Дрібний птах завдовжки 14 см, вагою 8-12 г. Голова закруглена на потилиці і витягнута в напрямку дзьоба. Шия коротка. Досить довгий і тонкий дзьоб, зігнутий донизу рила вузькі, загострені. Хвіст довгий, квадратний. Ноги міцні з довгими когтистими пальцями. З боків дзьоба починається темно-коричнева смуга, яка доходить до ока, утворюючи лицьову маску, і продовжується до коричневої потилиці. Ця маска розділяє світло-коричневі надбрівну смугу та «вуса». Горло та груди сірі. Черево світле. Решта тіла вкрита темно-коричневим пір'ям з бежевим центром, що створює плямистий ефект.

## Спосіб життя
Мешкає у широколистяних лісах з домінуванням дуба. У позашлюбний період трапляється поодинці. Активний вдень. Живиться комахами та дрібними безхребетними, яких знаходить на стовбурах дерев, між тріщинами кори. Сезон розмноження триває у березні-травні.